# Стуб
Стуб је архитектонско-грађевински дрвени, метални, камени или зидани вертикални подупирач ваљкастог облика који преноси терет надграђен на чврсту подлогу. Другим речима, стуб је компресиони члан. Термин стуб се посебно односи на велику округлу потпору (осовину стуба) са капителом и базом или постољем који је начињен од камена или изгледа тако. Стуб може имати и квадратни или полигонални пресек или другачији. Посебне врсте стубова су стубац, каријатида и дирек, док су стубу блиски пилон и пиластер. Да би се остварила инжењерска решења отпорна на ветар или земљотресе, стубови могу бити дизајнирани да се одупиру бочним силама. Други компресиони чланови се такође често називају „стубовима” због сличних стресних услова. Стубови се често користе за подупирање греда или лукова на којима почивају горњи делови зидова или таваница. У архитектури се „стуб” односи на такав структурни елемент који такође има одређене пропорционалне и декоративне карактеристике. Стуб може бити и декоративни елемент који није неопходан за структуралне сврхе. Многи стубови су „заручени”, тј. чине део зида.

## Основни делови стуба
су стопа, стабло и капител. Поред тога, стубови могу имати много другим мањих делова, од којих су неки само због питања лепоте.
Стуб не сме да превазилази две висине, а висина треба да буде већа од 15 ширина стуба.

## Објашњење
Стуб у српском језику означава све врсте пресека. Док се у хрватском језику користе термини стуб за квадратни пресек а ступ за само кружни пресек, у српском језику се облик ступ не употребљава.
Поред основног значења стуба срећу се и следећи појмови:
- Стубац је масивни стуб најчешће квадратног пресека.
- Каријатида је стуб у облику женске фигуре.
- Дирек је традиционалан назив за дрвене стубове у народном градитељству.
- Пилон масивни стуб најчешће квадратног пресека и прислоњен уз зид.
- 'Пиластер'. ISBN 0-442-02462-2.. или „полустуб“ јесте избочина у зиду, која само спреда изгледа као стуб, док је суштински део зидне конструкције.[13][14][15][16]

Постоје и слободно стојећи стубови (нпр. Слободно стојећи стуб Марка Аурелија у Риму), који имају исту улогу као скулптуре, тј. то су чисто уметничка дела.

## Историјат
Први стубови се јављају још у неолиту као дрвени, необрађени или обрађени елементи који имају улогу носача кровне греде.
Прави камени стубови јављају се у Старом Египту (Имхотеп око 2600. п. н. е.) и они већ имају препознатљиве облике лотоса, папируса, палме или снопа прућа. У својим храмовима Египћани граде хипостилне дворане (грч.: hypo = под, испод, i stulos = стуб - „подупрт стубовима"), значи дворане испуњене масивним ступовима који су у основи шири у пресеку. На неким храмовима користе стубове без стопе и капитела како би изгледали виткији, а њихов утисак је несвакидашњи.
Минојски дрвени ступови (нпр. Палата у Кнососу) на Криту били су сужени при дну, за шта се веровало да је због тежње за утиском прозрачности грађевине. Данас се сматра да је су они произашли из потреба боље сеизмичке постојаности.
Персијски стубови имали су капителе с комбинацијом две истоветне животиње, а досезали су и 30 м у висину (Персеполис).
Врхунац занимања за стуб јавља се у Старој Грчкој, где се према стубу одређује стил градње. Тако настају Дорски ред, Јонски ред и Коринтски ред. Последњи ће, као најкитњастији, посебно бити привлачан старим Римљанима.
Стуб је имао значајну улогу и у каснијим епохама (византијска архитектура, романика, готика, ренесанса, барок), где су коришћена искуства древних стубова.

## Остале врсте стубова
У новије време стубови се изграђују и за друге намене:
- Електрични стуб за који се користи и одомаћени назив „бандера“ служи за придржавање електричних проводника односно за електрификацију.
- Телефонски стуб се такође назива „бандера“ а служи за развођење телефонских водова.
- Стубови се користе и као носачи ТВ антена, ТВ предајника, радио предајника или предајника мобилне телефоније.

## Збирка слика
- Египатски стубови масивног вида
- Дорски стуб са канелурама
- Слободно стојећи стуб Марка Аурелија у Риму
- Бинбирдирек („Хиљаду и један стуб“), византијски подземни резервоар за воду у Константинопољу